# Michel Alloncle
Pour les articles homonymes, voir Alloncle.
Michel Alloncle, né le 7 octobre 1928 à Champagne-Mouton (Charente) et mort le 23 avril 2003, est un homme politique français.

## Biographie
Il grandit dans une famille d'agriculteurs installée en Charente limousine. Après avoir effectué ses études secondaires au collège privé Saint-Paul à Angoulême, il entre en faculté de médecine à Bordeaux. Son internat achevé en 1956, il retourne s'installer en Charente, comme médecin généraliste, dans un premier temps, puis comme praticien à l'hôpital de Ruffec deux ans plus tard.
En 1959, il est élu au conseil municipal de Ruffec (Charente). En 1967, il devient conseiller général du canton de Ruffec et devient maire de Ruffec en 1971. En 1968, il est élu député de la 3e circonscription sous l'étiquette Union des démocrates pour la République. Il garde son mandat jusqu'en 1978, année à laquelle il est battu par le communiste André Soury. Il se consacre alors à ses mandats locaux et devient premier vice-président au conseil général de la Charente en 1977 et est élu conseiller régional de 1978 à 1986.
Il est élu sénateur de la Charente le 28 septembre 1980, réélu en 1989 et renonce à se représenter en 1998.
Il perd son mandat de maire en 1989 au profit de Bernard Charbonneau mais conserve son mandat de conseiller général jusqu'en 1998, date à laquelle il décide de se retirer de la scène politique.
Victime d'un infarctus, il décède à l'âge de 74 ans.

## Mandats électifs
Sénat
- 1980 - 1998 : Sénateur de la Charente

Assemblée nationale
- 1973-1978 : Député de la troisième circonscription de la Charente (IVe et Ve législature)

Conseil régional de Poitou-Charentes
- 1978 - 1986 : Conseiller régional

Conseil général de la Charente
- 1967 - 1998 : Conseiller général du canton de Ruffec

Commune de Ruffec
- 1959 - 1971 : Conseiller municipal
- 1971 - 1989 : Maire